# Wiktory 1990
Nagrody Wiktorów za 1990 rok

## Lista laureatów
- Joanna  Szczepkowska
- Edyta  Wojtczak
- Alicja Resich-Modlińska
- Adrianna  Biedrzyńska
- ks. Wojciech  Drozdowicz
- Maciej  Niesiołowski
- Marian  Marek  Drozdowski
- Jerzy  Waldorff
- Stefan Kisielewski
- Jan Nowak-Jeziorański
- Anatolij Kaszpirowski (nagroda pozaregulaminowa)[1]